# Lijst van voetbalinterlands Guinee - Guinee-Bissau
Deze lijst van voetbalinterlands is een overzicht van alle officiële voetbalwedstrijden tussen de nationale teams van Guinee en Guinee-Bissau. De West-Afrikaanse buurlanden speelden tot op heden vijftien keer tegen elkaar. De eerste wedstrijd was tijdens een vriendschappelijk toernooi in Conakry op 26 februari 1987. De laatste ontmoeting, een kwalificatiewedstrijd voor het African Championship of Nations 2024, werd gespeeld op 28 december 2024 in Bissau.

## Wedstrijden
| №  | Plaats     | Datum            | Competitie                                        | Wedstrijd              | Uitslag |
| -- | ---------- | ---------------- | ------------------------------------------------- | ---------------------- | ------- |
| 1  | Conakry    | 26 februari 1987 | Vriendschappelijk                                 | Guinee − Guinee-Bissau | 0 − 0   |
| 2  | Bissau     | 20 januari 1993  | Vriendschappelijk                                 | Guinee-Bissau − Guinee | 2 − 1   |
| 3  | Nouakchott | 22 november 1995 | Vriendschappelijk                                 | Guinee-Bissau − Guinee | 2 − 1   |
| 4  | Bissau     | 1 juni 1996      | WK 1998 kwalificatie                              | Guinee-Bissau − Guinee | 3 − 2   |
| 5  | Conakry    | 16 juni 1996     | WK 1998 kwalificatie                              | Guinee − Guinee-Bissau | 3 − 1   |
| 6  | Banjul     | 3 december 1997  | Vriendschappelijk                                 | Guinee − Guinee-Bissau | 2 − 0   |
| 7  | Praia      | 9 mei 2000       | Vriendschappelijk                                 | Guinee − Guinee-Bissau | 2 − 1   |
| 8  | Conakry    | 18 november 2005 | Vriendschappelijk                                 | Guinee − Guinee-Bissau | 2 − 2   |
| 9  | Bissau     | 15 juli 2017     | African Championship of Nations 2018 kwalificatie | Guinee-Bissau − Guinee | 1 − 3   |
| 10 | Conakry    | 22 juli 2017     | African Championship of Nations 2018 kwalificatie | Guinee − Guinee-Bissau | 7 − 0   |
| 11 | Nouakchott | 1 september 2021 | WK 2022 kwalificatie                              | Guinee-Bissau − Guinee | 1 − 1   |
| 12 | Conakry    | 12 november 2021 | WK 2022 kwalificatie                              | Guinee − Guinee-Bissau | 0 − 0   |
| 13 | Setúbal    | 13 oktober 2023  | Vriendschappelijk                                 | Guinee − Guinee-Bissau | 1 − 0   |
| 14 | Abidjan    | 20 december 2024 | African Championship of Nations 2024 kwalificatie | Guinee − Guinee-Bissau | 4 − 1   |
| 15 | Bissau     | 28 december 2024 | African Championship of Nations 2024 kwalificatie | Guinee-Bissau − Guinee | 1 − 2   |

## Samenvatting
| Competitie                                   | Totaal gespeeld | Winst Guinee | Gelijk | Winst Guinee-Bissau | Doelsaldo Guinee – Guinee-Bissau |
| -------------------------------------------- | --------------- | ------------ | ------ | ------------------- | -------------------------------- |
| WK-kwalificatie                              | 4               | 1            | 2      | 1                   | 6 − 5                            |
| African Championship of Nations-kwalificatie | 4               | 4            | 0      | 0                   | 16 − 3                           |
| Vriendschappelijk                            | 7               | 3            | 2      | 2                   | 9 − 7                            |
| Totaal                                       | 15              | 8            | 4      | 3                   | 31 − 15                          |

FGF · A-internationals · Guinees vrouwenelftal
1960-1969 ·
1970-1979 ·
1980-1989 ·
1990-1999 ·
2000-2009 ·
2010-2019 ·
2020-2029
AC 1970 ·
AC 1974 ·
AC 1976 ·
AC 1980 ·
AC 1994 ·
AC 1998 ·
AC 2004 ·
AC 2006 ·
AC 2008 ·
AC 2012
1962 ·
1963 ·
1964 ·
1965 ·
1966 ·
1967 ·
1968 ·
1969 ·
1970 ·
1971 ·
1972 ·
1973 ·
1974 ·
1975 ·
1976 ·
1977 ·
1978 ·
1979 ·
1980 ·
1981 ·
1982 ·
1983 ·
1984 ·
1985 ·
1986 ·
1987 ·
1988 ·
1989 ·
1990 ·
1991 ·
1992 ·
1993 ·
1994 ·
1995 ·
1996 ·
1997 ·
1998 ·
1999 ·
2000 ·
2001 ·
2002 ·
2003 ·
2004 ·
2005 ·
2006 ·
2007 ·
2008 ·
2009 ·
2010 ·
2011 ·
2012 ·
2013 ·
2014 ·
2015 ·
2016 ·
2017 ·
2018 ·
2019 ·
2020 ·
2021 ·
2022 ·
2023 ·
2024
Algerije ·
Angola ·
Benin ·
Bermuda ·
Botswana ·
Brazilië ·
Burkina Faso ·
Burundi ·
Cambodja ·
Centraal-Afrikaanse Republiek ·
Chili ·
China ·
Comoren ·
Congo-Brazzaville ·
Congo-Kinshasa ·
DDR ·
Egypte ·
Equatoriaal-Guinea ·
Ethiopië ·
Gabon ·
Gambia ·
Ghana ·
Guinee-Bissau ·
Indonesië ·
Irak ·
Iran ·
Ivoorkust ·
Kaapverdië ·
Kameroen ·
Kenia ·
Kosovo ·
Lesotho ·
Liberia ·
Libië ·
Madagaskar ·
Malawi ·
Mali ·
Marokko ·
Mauritanië ·
Mauritius ·
Mozambique ·
Namibië ·
Niger ·
Nigeria ·
Noord-Korea ·
Oeganda ·
Rwanda ·
Senegal ·
Sierra Leone ·
Soedan ·
Somalië ·
Swaziland ·
Tanzania ·
Togo ·
Tsjaad ·
Tunesië ·
Turkije ·
Vanuatu ·
Venezuela ·
Vietnam ·
Zaïre ·
Zambia ·
Zimbabwe ·
Zuid-Afrika ·
Zuid-Jemen
FFGB · 
Guinee-Bissaus vrouwenelftal
Interlands
Tegenstander:
Algerije ·
Angola ·
Benin ·
Botswana ·
Burkina Faso ·
Centraal-Afrikaanse Republiek ·
Congo-Brazzaville ·
Djibouti ·
Egypte ·
Equatoriaal-Guinea ·
Ethiopië ·
Gabon ·
Gambia ·
Ghana ·
Guinee ·
Ivoorkust ·
Kaapverdië ·
Kameroen ·
Kenia ·
Liberia ·
Mali ·
Marokko ·
Mauritanië ·
Mozambique ·
Namibië ·
Nigeria ·
Oeganda ·
Sao Tomé en Principe ·
Senegal ·
Sierra Leone ·
Soedan ·
Swaziland ·
Togo ·
Zambia ·
Zuid-Afrika